# Список глав государств в 1059 году
Список глав государств в 1058 году — 1059 год — Список глав государств в 1060 году — Список глав государств по годам

## Азия
- Аббасидский халифат — Аль-Каим Биамриллах, халиф (1031 — 1075)
- Армения —
  - Карсское царство — Гагик, царь (1029 — 1065)
  - Сюникское царство — Григор I Ашотян, царь (1051 — 1072)
  - Ташир-Дзорагетское царство — Кюрике (Гурген) II, царь (1048 — 1089)
- Восточно-Караханидское ханство — 
  - Ибрахим I Богра-хан, хан (1057 — 1059)
  - Махмуд, хан (1059 — 1074)
- Газневидское государство — 
  - Фаррухзад, султан (1053 — 1059)
  - Ибрахим, султан (1059 — 1099)
- Грузинское царство — Баграт IV, царь (1027 — 1072)
- Гуриды — Аббас ибн Шис, малик (1035 — 1060)
- Дайковьет — Ли Тхань Тонг, император[англ.] (1054 — 1072)
- Дали — Дуань Силянь, король (1044 — 1075)
- Западно-Караханидское ханство — Ибрахим ибн Наср, хан (1042 — 1068)
- Западное Ся — Ицзун (Ли Лянцзо), император (1048 — 1067)
- Индия —
  - Венги (Восточные Чалукья) — Раджараджанарендра, махараджа (1022 — 1031, 1035 — 1061)
  - Западные Чалукья[англ.] — Сомешвара I, махараджа (1042 — 1068)
  - Калачури[нем.] — Лакшмикарна, раджа[нем.] (1041 — 1072)
  - Камарупа — Дхарма Пала, махараджадхираджа[англ.] (1035 — 1060)
  - Качари[англ.] — Прабхакар, царь[англ.] (1040 — 1070)
  - Кашмир (Лохара) — Ананта, царь[англ.] (1028 — 1063)
  - Одиша (Орисса) — Удиотакесари, махараджа[англ.] (1040 — 1065)
  - Пала — Виграхапала III, царь (1055 — 1070)
  - Парамара[англ.] — Джаясимха I, махараджа[англ.] (1055 — 1068/1069)
  - Соланки — Бхимадева I, раджа (1021 — 1063)
  - Хойсала — Винаядитья, перманади (1047 — 1098)
  - Чандела — Деваварман, раджа (1045 — 1060)
  - Чера — Рави Варман III, махараджа (1043 — 1082)
  - Чола — Раджендрачоладэва II, махараджа (1054 — 1060)
  - Ядавы (Сеунадеша) — Бхиллама IV, махараджа (1045 — 1060)
- Индонезия —
  - Джангала[англ.] — Аланьюн Аес, раджа[англ.] (1052 — 1059)
  - Сунда — Дхармарджа, махараджа (1042 — 1064)
- Иран —
  -  Баванди — Карин II, испахбад (1057 — 1074)
  -  Буиды — Абу Мансур, эмир Фарса (1056 — 1062)
  -  Раввадиды — Мамлан II, эмир (1054 — 1071)
- Йемен —
  - Наджахиды — Насир ад-Дин Наджах, амир (1022 — ок. 1060)
  -  Сулайхиды — Али ибн Мухаммад ас-Сулайхи, эмир (1047 — ок. 1067)
- Китай (Империя Сун) — Жэнь-цзун (Чжао Чжэнь), император (1022 — 1063)
- Кхмерская империя (Камбуджадеша) — Удаядитьяварман II, император (1050 — 1066)
- Кахетия — Агсартан I, царь[англ.] (1058 — 1084)
- Корея (Корё)  — Мунджон, ван (1046 — 1083)
- Лемро — Мин Пьюги, царь[англ.] (1058 — 1060)
- Ляо — Дао-цзун, император (1055 — 1101)
- Паган — Аноратха, царь[англ.] (1044 — 1078)
- Полоннарува — Вийябаху I, царь (1056 — 1110)
- Сельджукская империя — Тогрул-бек, великий султан (1038 — 1063)
  - Керманский султанат — Кавурд-бек, султан (1048 — 1073)
- Тбилисский эмират — Абул-Хайя бен Джаффар, эмир (1054 — 1062)
- Тямпа — Джая Парамесвараварман I, князь (1044 — 1060)
- Шеддадиды (Гянджинский эмират) — Абу-л-Асвар Шавур I, эмир (1049 — 1067)
- Ширван — Саллар ибн Язид, ширваншах (1050 — 1063)
- Япония — Го-Рэйдзэй, император (1045 — 1068)

## Африка
- Альморавиды — 
  - Абдуллах ибн Ясин, имам (1040 — ок. 1059)
  - Абу Бакр, имам (ок. 1059 — 1061)
- Гана — Басси, царь (1040 — 1062)
- Гао — Кайна Тья-Ньомбо, дья (ок. 1040 — ок. 1070)
- Зириды — Аль-Муизз Шараф ад-Даула ибн Бадис, эмир (1016 — 1062)
- Канем — Арки, маи (1035 — 1077)
- Килва — Али ибн Давуд I, султан (ок. 1023 — ок. 1083)
- Макурия — Георгий III, царь (ок. 1030 — ок. 1080)
- Нри[англ.] — Ификуаним, эзе[англ.] (ок. 1043 — ок. 1089)
- Фатимидский халифат — Маад аль-Мустансир Биллах, халиф (1036 — 1094)
- Хаммадиды — Булуггин ибн Мухаммад, султан (1046 — 1062)
- Эфиопия — Йемрехана Крест, император (1039 — 1079)

## Европа
- Англия — Эдуард Исповедник, король (1042 — 1066)
- Венгрия — Андраш I, король (1046 — 1060)
- Венецианская республика — Доменико I Контарини, дож (1043 — 1071)
- Византийская империя — 
  - Исаак I Комнин, император (1057 — 1059)
  - Константин X Дука, император (1059 — 1067)
- Волжская Булгария —
- Дания — Свен II Эстридсен, король (1047 — 1074)
- Дербентский эмират — Мансур II ибн Абдулмалик, эмир (1043 — 1065)
- Дукля — Михайло Воиславлевич, жупан (1052 — 1077)
- Ирландия — Доннхад мак Бриайн, верховный король (1022 — 1064)
  - Айлех — Ниалл мак Маэл Сехнайлл, король (1036 — 1061)
  - Дублин — Мурхад мак Диармата, король (1052 — 1070)
  - Коннахт — Аэд IV, король (1046 — 1067)
  - Лейнстер — Диармайт мак Маэл-на-м-Бо, король (1042 — 1072)
  - Миде — Конхобар Уа Маэл Сехлайнн, король (1030 — 1073)
  - Мунстер — Доннхад мак Бриайн, король (1014 — 1064)
  - Ольстер — Ниалл мак Эохада, король (1016 — 1063)
- Испания —
  - Альбаррасин (тайфа) — Абу Марван Абд аль-Малик ибн Расин, эмир (1045 — 1103)
  - Альмерия (тайфа) — Альмотасин, эмир (1052 — 1091)
  - Ампурьяс — Понс I, граф (1040 — ок. 1078)
  - Арагон — Рамиро I, король (1035 — 1063)
  - Аркос (тайфа) — Мухаммад II аль-Каим, эмир (1053 — 1068/1069)
  - Бадахос (тайфа) — Абу Бакр Мухаммад ибн Абдаллах аль Муззаффар, эмир (1045 — 1067)
  - Барселона — Рамон Беренгер I Старый, граф (1035 — 1076)
  - Бесалу — Гильермо II, граф (1052 — 1066)
  - Валенсия (тайфа) — Абд аль-Азиз аль-Мансур, эмир (1021 — 1061)
  - Гранада (тайфа) — Бадис бен Хаббус, эмир (1038 — 1073)
  - Дения (тайфа) — Али Икбал ад-Давла, эмир (1045 — 1076)
  - Кармона (тайфа) — Аль-Азиз, эмир (ок. 1052 — ок. 1066)
  - Кастилия — Фердинанд I Великий, король (1037 — 1065)
  - Конфлан и Серданья — Рамон Вифред, граф (1035 — 1062)
  - Кордова (тайфа) — Абу-л Валид Мухаммад ар-Рашид, эмир (1043 — 1064)
  - Леон — Фердинанд I Великий, король (1037 — 1065)
  - Морон (тайфа) — Манад бен Мухаммад, эмир (1053 — 1066)
  - Наварра — Санчо IV, король (1054 — 1076)
  - Пальярс Верхний — Артау (Артальдо) I, граф (ок. 1049 — 1081)
  - Пальярс Нижний — Рамон IV (V), граф (ок. 1047 — ок. 1098)
  - Ронда (тайфа) — Абу Нарс Фатух, эмир (1058 — 1065)
  - Сарагоса (тайфа) — Ахмад I ал-Муктадир, эмир (1046 — 1081)
  - Севилья (тайфа) — Аббад II аль-Мутадид, эмир (1042 — 1069)
  - Сильвес (тайфа) — Иса III, эмир (1058 — 1063)
  - Толедо (тайфа) — Яхъя I аль Мамун, эмир (ок. 1043 — 1075)
  - Тортоса (тайфа) — Набил аль-Факи, эмир (1057/1058 — 1060)
  - Урхель — Эрменгол III, граф (1038 — 1065)
- Италия —
  - Аверса — Ричард I, граф (1049 — 1078)
  - Амальфи — Иоанн II, герцог[англ.] (1029 — 1034, 1038 — 1039, 1052 — 1069)
  - Апулия и Калабрия — Роберт Гвискар, герцог (1059 — 1085)
  - Беневенто — 
    - Пандульф III, князь (1033 — 1050, 1054 — 1059)
    - Ландульф VI, князь (1059 — 1077)
    - Пандульф IV, князь (1059 — 1074)

  - Гаэта — Атенульф I, герцог[англ.] (1045 — 1062)
  - Капуя — Ричард I, князь (1058 — 1078)
  - Неаполь — Сергий V, герцог (1042 — 1082)
  - Салерно — Гизульф II, князь (1052 — 1077)
- Киевская Русь (Древнерусское государство) — Изяслав Ярославич, великий князь Киевский (1054 — 1068, 1069 — 1073, 1077 — 1078)
  -  Волынское княжество — Ростислав Владимирович, князь (1057 — 1064)
  -  Новгородское княжество — Мстислав Изяславич, князь (1054 — 1067)
  -  Переяславское княжество — Всеволод Ярославич, князь (1054 — 1073)
  -  Полоцкое княжество — Всеслав Брячиславич, князь (1044 — 1068, 1071 — 1101)
  -  Смоленское княжество — Игорь Ярославич, князь (1057 — 1060)
  -  Черниговское княжество — Святослав Ярославич, князь (1054 — 1073)
- Норвегия — Харальд III Суровый, король (1047 — 1066)
- Папская область —  
  - Бенедикт X, антипапа (1058 — 1059)
  - Николай II, папа римский (1059 — 1061)
- Польша — Болеслав II Смелый, князь (1058 — 1076)
- Португалия — Нуньо II Мендес, граф (1050 — 1071)
- Священная Римская империя — Генрих IV, король Германии (1056 — 1084)
  - Австрийская (Восточная) марка — Эрнст, маркграф (1055 — 1075)
  - Бавария — Генрих VIII (король Генрих IV), герцог (1055 — 1061)
  - Бар — София, графиня (1033 — 1093)
  - Верхняя Лотарингия — Герхард I, герцог (1048 — 1070)
  - Голландия — Флорис I, граф (1049 — 1061)
  - Каринтия — Конрад III, герцог (1056 — 1061)
  - Лувен — Ламберт II, граф (1040 — 1062)
  - Лужицкая (Саксонская Восточная) марка — Деди I, маркграф (1046 — 1069, 1069 — 1075)
  - Люксембург — 
    - Гизельберт, граф (1047 — 1059)
    - Конрад I, граф (1059 — 1086)

  - Мейсенская марка — Вильгельм Веймарский, маркграф (1046 — 1062)
  - Монбельяр — Людовик де Скарпон, граф (1042 — ок. 1073)
  - Монферрат — Оттоне II, маркграф (1044 — 1084)
  - Намюр — Альберт II, граф (ок. 1031 — ок. 1063)
  - Нижняя Лотарингия — Фридрих II, герцог (1046 — 1065)
  - Прованс —
    - Жоффруа I, маркиз (1018 — ок. 1062)
    - Гильом V Бертран, граф (1051 — 1063/1067)
    - Жоффруа II, граф (1051 — 1065)
    - Эмма, графиня (ок. 1037 — 1063)

  - Рейнский Пфальц — Генрих I, пфальцграф (1045 — 1060)
  - Савойя — Оттон I, граф (ок. 1051 —  1060)
  - Саксония — 
    - Бернхард II, герцог (1011 — 1059)
    - Ордульф, герцог (1059 — 1072)

  - Северная марка — Лотарь Удо II, маркграф (1057 — 1082)
  - Сполето — Готфрид I Бородатый, герцог (1057 — 1069)
  - Тосканская марка — Готфрид I Бородатый, маркграф (1055 — 1069)
  - Чехия — Спытигнев II, князь (1055 — 1061)
  - Швабия — Рудольф, герцог (1057 — 1079)
  - Штирия (Карантанская марка) — Отакар I, маркграф (1056 — 1064)
  - Эно (Геннегау) — Бодуэн I Монс, граф (1051 — 1070)
- Уэльс —
  - Гвент — Грифид ап Лливелин, король (1055 — 1063)
  - Гвинед — Грифид ап Лливелин, король (1039 — 1063)
  - Гливисинг —
    - Гургант ап Ител, король (1033 — 1070)
    - Грифид ап Лливелин, король (1055 — 1063)

  - Дехейбарт — Грифид ап Лливелин, король (1044 — 1047, 1055 — 1063)
- Франция — Генрих I, король (1031 — 1060)
  - Аквитания — Гильом VIII, герцог (1058 — 1086)
    - Арманьяк — Бернар II Тюмапалер, граф (1020 — 1061)
    - Фезансак — Гильом II Астанов, граф (ок. 1032 — ок. 1064)

  - Ангулем — Фульк I, граф (1048 — 1087)
  - Анжу — Жоффруа II Мартел, граф (1040 — 1060)
  - Блуа — Тибо III, граф (1037 — 1089)
  - Бретань — Конан II, герцог (1040 — 1066)
    - Нант — Юдит, графиня (1051 — 1063)
    - Ренн — Конан II, граф (1040 — 1066)

  - Булонь — Евстахий II, граф (1047 — 1088)
  - Бургундия (герцогство) — Роберт I, герцог (1032 — 1076)
  - Бургундия (графство) — Гильом I Великий, пфальцграф (1057 — 1087)
  - Вермандуа — Герберт IV, граф (1045 — 1080)
  - Готия —
    - Берта, графиня Руэрга, маркиза (1054 — ок. 1065)
    - Понс Гильом, маркиз (1037 — 1060)

  - Каркассон — Пьер Раймунд, граф (ок. 1012 — 1060)
  - Макон — Жоффруа, граф (1049 — 1065)
  - Мо и Труа — Эд III де Блуа, граф (1047 — 1066)
  - Мэн — Герберт II, граф (1051 — 1062)
  - Невер — Гильом I, граф (1040 — 1083)
  - Нормандия — Вильгельм I Завоеватель, герцог (1035 — 1087)
  - Овернь — Гильом V, граф (ок. 1032 — ок. 1064)
  - Руссильон — Госфред II, граф (1013 — 1074)
  - Руэрг — Берта, графиня (1054 — ок. 1065)
  - Тулуза — Понс Гильом, граф (1037 — 1060)
  - Фландрия — Бодуэн V Благочестивый, граф (1035 — 1067)
  - Фуа — Роже I, граф (ок. 1034 — 1064)
  - Шалон — Тибо, граф (1039 — 1065)
- Хорватия — Петар Крешимир IV, король (1058 — 1074)
- Швеция — Эмунд Старый, король (1050 — 1060)
- Шотландия — Малькольм III, король (1058 — 1093)

- Харальд III Суровый 
 1047-1066 
 Король Норвегии
- Жэнь-цзун 
 1022-1063 
 Император Китая
- Фердинанд I 
 1037-1065 
 Король Кастилии и Леона
- Генрих I 
 1031-1060 
 Король Франции
- Эдуард Исповедник 
 1042-1066 
 Король Англии
- Свен II Эстридсен 
 1047-1074 
 Король Дании
- Изяслав Ярославич 
 1054-1068,1069-1073,1077-1078 
 Великий князь Киевский
- Генрих IV 
 1056-1084 
 Король Германии
- Рамиро I 
 1035-1063 
 Король Арагона
- Баграт IV  
 1027-1072 
 Царь Грузии
- Исаак I Комнин  
 1057-1059 
 Император Византии
- Аноратха 
 1044-1078 
 Царь Пагана
- Болеслав II Смелый 
 1059-1076 
 Князь Польши
- Андраш I 
 1046-1080 
 Король Венгрии
- Ли Тхань Тонг  
 1054-1072 
 Император Дайковьета
- Малкольм III 
 1058-1093 
 Король Шотландии
- Петар Крешимир IV 
 1058-1074 
 Король Хорватии
- Вильгельм II (Завоеватель)  
 1035-1087 
 Герцог Нормандии
- Бернхард II 
 1011-1059 
 Герцог Саксонский
- Рамон Беренгер I 
 1035-1076 
 Граф Барселоны
- Михайло Воиславлевич 
 1052-1077 
 Жупан Дукли
- Спытигнев II 
 1055-1061 
 Князь Чехии
- Флорис I  
 1049-1061 
 Граф Голландии
- Гильом I Великий 
 1057-1087 
 Пфальцграф Бургундский
- Доменико I Контарини 
 1043-1071 
 Дож Венеции
- Николай II 
 1059-1061 
 Папа римский